# 村田悠
村田 悠（むらた はるかぜ、1987年5月25日 - ）は、日本の政治家。静岡県裾野市長（1期）、元裾野市議会議員（2期）。

## 来歴
裾野市出身。裾野市立千福が丘小学校、裾野市立富岡中学校、日本大学三島高等学校、日本大学卒業。
参議院議員秘書、介護福祉医療関連会社役員などを務めた。
2014年10月、裾野市議会議員選挙に立候補し初当選。2018年10月、再選。
2021年9月、翌年1月に行われる裾野市長選挙への立候補を表明。同年12月13日、裾野市議会議員を辞職。2022年1月23日の投開票の結果、現職の高村謙二（自民党・連合静岡推薦）を破り初当選を果たした。同年1月29日、市長に就任。2月5日、企画部職員の新型コロナウイルス感染の情報を受け、市内の医療機関を受診。2月5日、コロナ陽性が確定した。
2022年12月、同市の保育園で女性保育士が園児を暴行、虐待する事案が発覚し、静岡県警裾野警察署が暴行容疑で当該保育士3名を逮捕したことを受けて、同月5日、同園長を「暴行を知っていたにもかかわらず、それを隠し、ほかの保育士たちから口外しない旨の誓約書をとることで隠蔽を行った」として犯人隠避の容疑で刑事告発を行った。一方で問題を把握しながら市長への報告を怠ったとして、健康福祉部長と子育て支援監、こども未来課長の幹部3人を懲戒処分にする方針を示し健康福祉部長の更迭を決めるとともに、自身の監督責任を問い、市長給与を2か月、副市長給与を1か月をそれぞれ全額カットすることを発表した。

## 選挙結果
※当日有権者数：41,419人 最終投票率：50.00%（前回比：-0.42pts）
| 候補者名 | 年齢 | 所属党派 | 新旧別 | 得票数   | 得票率 | 推薦・支持               |
| -------- | ---- | -------- | ------ | -------- | ------ | ------------------------ |
| 村田悠   | 34   | 無所属   | 新     | 11,343票 | 55.40% |                          |
| 高村謙二 | 57   | 無所属   | 現     | 9,130票  | 44.60% | （推薦）自民党・連合静岡 |